# Samuel Guimarães
Samuel Pinheiro Guimarães Neto GOMM (Rio de Janeiro, 30 de outubro de 1939 – Brasília, 29 de janeiro de 2024) foi um professor, diplomata e economista brasileiro.

## Carreira
Bacharel em Ciências Jurídicas e Sociais pela Faculdade Nacional de Direito da Universidade do Brasil (atual UFRJ) em 1963, ingressou no Itamaraty nesse mesmo ano. É mestre em economia pela Universidade de Boston (1969).
Ao longo de sua carreira, o embaixador Samuel Pinheiro Guimarães ocupou diferentes cargos públicos, deixando-os, muitas vezes, por defender, com independência, suas convicções. Em 1965, ainda início do regime militar (governo Castelo Branco), quando era diretor da Assessoria de Cooperação Internacional da Superintendência do Desenvolvimento do Nordeste (Sudene), foi exonerado de suas funções por resistir à interferência da Agência dos Estados Unidos para o Desenvolvimento Internacional (USAID). Já no governo Figueiredo, deixou a vice-presidência da Embrafilme durante a crise gerada pelo filme Pra Frente, Brasil, uma crítica contundente à tortura de presos políticos no Brasil.
No governo Collor, por discordar da rápida abertura às importações, também preferiu se afastar, servindo cinco anos na França. Durante o governo de Fernando Henrique Cardoso, criticou  publicamente a entrada do Brasil na Área de Livre-Comércio das Américas (Alca) Na entrevista que concedeu ao jornal Valor Econômico, em 2 de fevereiro de 2001, declarou que "a Alca e o Mercosul são incompatíveis, pois caso a Alca venha a existir ela absorverá o Mercosul". Como punição por suas declarações, em abril do mesmo ano foi exonerado do cargo de diretor do Instituto de Pesquisas em Relações Internacionais (IPRI) do Itamaraty — que ocupava desde 1995.
Foi secretário-geral das Relações Exteriores do Ministério das Relações Exteriores de 9 de janeiro de 2003 até 20 de outubro de 2009, tendo sucedido Osmar Vladimir Chohfi. Foi então empossado como ministro-chefe da Secretaria de Assuntos Estratégicos da Presidência da República (SAE). Deixou o cargo em 31 de dezembro de 2010, no final do Governo Lula.
Em 19 de janeiro de 2011, o embaixador foi designado Alto-Representante Geral do Mercosul para um mandato de três anos, tendo como funções a articulação política, formulação de propostas e representação das posições comuns do bloco. Na função, Samuel Pinheiro coordenava a implementação das metas previstas no Plano de Ação para um Estatuto da Cidadania do Mercosul, aprovado em Foz do Iguaçu em 16 de dezembro de 2010. Renunciou ao cargo no Mercosul, contudo, em 28 de junho de 2012. Segundo ele, a decisão ocorreu por falta de apoio político dos quatro Estados membros (Brasil, Argentina, Uruguai e Paraguai) para a implementação de projetos.
Foi professor da Universidade de Brasília (UnB), entre 1977 e 1979. Foi também Coordenador da Escola de Políticas Públicas e Governo da Universidade Federal do Rio de Janeiro e professor do Curso de Mestrado em Direito da Universidade Estadual do Rio de Janeiro. Foi coordenador do curso de Pós-Graduação em Comércio Exterior e Câmbio da FGV. Entre 2015 e 2016 foi professor visitante do Instituto de Estudos Estratégicos da Universidade Federal Fluminense (INEST-UFF). Foi professor do Instituto Rio Branco (IRBr/MRE), onde lecionou a disciplina Política internacional e política externa brasileira.
Admitido em 1992 à Ordem do Mérito Militar pelo presidente Fernando Collor no grau de Comendador especial, Guimarães Neto foi promovido em 2006 ao grau de Grande-Oficial pelo vice-presidente José Alencar. Em 29 de janeiro de 2024, ele morreu aos 84 anos em Brasília.

## Livros publicados
- Desafios brasileiros na era dos gigantes . Rio de Janeiro: Contraponto, 2006
- Brazilian views on South African foreign policy (org.). Brasília: Instituto de Pesquisa de Relações Internacionais (IPRI), 2000;
- África do Sul: Visões Brasileiras (org.). Brasília: Instituto de Pesquisa de Relações Internacionais  IPRI, 2000.
- Alemanha: Visões Brasileiras (org.) Brasília: IPRI, 2000.
- Argentina: Visões Brasileiras (org) Brasília: IPRI, 2000.
- Estados Unidos: Visões Brasileiras (org.) Brasília: IPRI, 2000.
- ALCA e Mercosul: riscos e oportunidades para o Brasil (org.) Brasília:  IPRI, 1999.
- Perspectivas: Brasil y Argentina (con José M. Lladós, ed.) Brasília: IPRI, 1999.
  - Perspectivas: Brasil e Argentina (com José M. Lladós, org.) Brasília: IPRI, 2000.
- Quinhentos Anos de Periferia. Porto Alegre: Ed. da UFRGS/Contraponto, 1999.
- Direitos Humanos no Século XXI (org.). Brasília:  IPRI, 1998
- Desafios: Reino Unido e Brasil (org.). Brasília: IPRI, 1998).
- Estratégias: Índia e Brasil (org.). Brasília:  IPRI, 1998.
- Challenges: United Kingdom and Brazil (org.). Brasília:  IPRI, 1997.
- Brasil e Venezuela: esperanças e determinação na virada do século (org.). Brasília:  IPRI, 1997.
- Brasil e África do Sul: riscos e oportunidades no tumulto da globalização (org.). Brasília: IPRI, 1996.
- South Africa and Brazil: risks and oportunities in the turmoil of globalisation (org.). Brasília:  IPRI, 1996.
- Brasil e Alemanha: a construção do futuro (org., IPRI, 1995)